# Новодмитрієвка (міський округ місто Викса)
Новодмитрієвка (рос. Новодмитриевка) — село в Виксинському міському окрузі Нижньогородської області Російської Федерації.
Населення становить 889 осіб. Входить до складу муніципального утворення Міський округ місто Викса.

## Історія
Раніше населений пункт належав до ліквідованого 2011 року Виксинського району. До 2011 року входило до складу муніципального утворення Новодмитрієвська сільрада.

## Населення
| 1999 | 2002  | 2010 |
| ---- | ----- | ---- |
| 1089 | ↘1031 | ↘889 |